# Krzywińskie (Ełk)
Pour les articles homonymes, voir Krzywińskie.
Krzywińskie est un village polonais de la gmina de Prostki, dans le powiat d'Ełk, voïvodie de Varmie-Mazurie, au nord-est du pays.
Il est situé à environ 13 km au sud-ouest d'Ełk et à 116 km à l'est de la capitale régionale Olsztyn.
Avant 1945, le village faisait partie de l'arrondissement de Johannisburg de la province de Prusse-Orientale.